# Ред Лоџ (Монтана)
Ред Лоџ (енгл. Red Lodge) град је у америчкој савезној држави Монтана.

## Демографија
По попису из 2010. године број становника је 2.125, што је 52 (-2,4%) становника мање него 2000. године.
| Група             | 2000.         | 2010.         |
| Белци             | 2.069 (95,0%) | 2.026 (95,3%) |
| Афроамериканци    | 9 (0,4%)      | 9 (0,4%)      |
| Азијати           | 10 (0,5%)     | 6 (0,3%)      |
| Хиспаноамериканци | 43 (2,0%)     | 40 (1,9%)     |
| Укупно            | 2.177         | 2.125         |